# اچ‌ام‌اس کوک
اچ‌ام‌اس کوک ممکن است به یکی از موارد زیر اشاره داشته باشد:
- اچ‌ام‌اس کوک (کی۴۷۱)
- اچ‌ام‌اس کوک (کی۶۳۸)